# Debbie-Ann Parris
Deborah-Ann Parris-Thymes, detta Debbie-Ann (Trelawny, 24 marzo 1973), è un'ex ostacolista e velocista giamaicana, specializzata nei 400 metri ostacoli e nei 400 metri piani.
In carriera è stata campionessa mondiale della staffetta 4×400 metri a Edmonton 2001.

## Palmarès
| Anno | Manifestazione          | Sede          | Evento      | Risultato  | Prestazione | Note                                    |
| ---- | ----------------------- | ------------- | ----------- | ---------- | ----------- | --------------------------------------- |
| 1992 | Mondiali juniores       | Seul          | 400 m piani | Batteria   | 59"27       |                                         |
| 1992 | Mondiali juniores       | Seul          | 400 m hs    | 8ª         | 1'00"81     |                                         |
| 1992 | Mondiali juniores       | Seul          | 4×400 m     | Argento    | 3'32"68     |                                         |
| 1993 | Universiadi             | Buffalo       | 400 m hs    | Argento    | 56"11       |                                         |
| 1993 | Campionati CAC          | Cali          | 400 m hs    | Oro        | 57"10       |                                         |
| 1993 | Mondiali                | Stoccarda     | 400 m hs    | Semifinale | 55"80       |                                         |
| 1994 | Giochi del Commonwealth | Victoria      | 400 m hs    | Bronzo     | 55"25       |                                         |
| 1995 | Mondiali                | Göteborg      | 400 m hs    | Batteria   | 57"83       |                                         |
| 1996 | Giochi olimpici         | Atlanta       | 400 m hs    | 4ª         | 53"97       |                                         |
| 1997 | Mondiali                | Atene         | 400 m hs    | 5ª         | 54"19       |                                         |
| 1998 | Giochi CAC              | Maracaibo     | 400 m hs    | Bronzo     | 55"15       |                                         |
| 1999 | Giochi panamericani     | Winnipeg      | 400 m hs    | Batteria   | dnf         |                                         |
| 1999 | Mondiali                | Siviglia      | 400 m hs    | 8ª         | 56"24       |                                         |
| 2001 | Mondiali                | Edmonton      | 400 m hs    | 5ª         | 54"68       |                                         |
| 2001 | Mondiali                | Edmonton      | 4×400 m     | Oro        | 3'20"65     | Miglior prestazione mondiale stagionale |
| 2002 | Giochi del Commonwealth | Manchester    | 400 m hs    | Argento    | 55"24       |                                         |
| 2003 | Giochi panamericani     | Santo Domingo | 400 m hs    | 7ª         | 56"73       |                                         |
| 2004 | Giochi olimpici         | Atene         | 400 m hs    | Semifinale | 54"99       |                                         |
| 2005 | Campionati CAC          | Nassau        | 400 m hs    | Oro        | 55"26       |                                         |
| 2005 | Mondiali                | Helsinki      | 400 m hs    | Semifinale | 55"96       |                                         |

## Altre competizioni internazionali
1995
- 5ª alla Grand Prix Final ( Monaco), 400 m hs - 55"46

1997
- 4ª alla Grand Prix Final ( Fukuoka), 400 m hs - 54"96

1999
- 7ª alla Grand Prix Final ( Monaco di Baviera), 400 m hs - 56"12

2001
- 4ª alla Grand Prix Final ( Melbourne), 400 m hs - 55"04

2002
- 6ª in Coppa del mondo ( Madrid), 400 m hs - 57"36